# Faux-cuivré mauresque
Cigaritis allardi
Espèce
Le faux-cuivré mauresque (Cigaritis allardi) est un insecte lépidoptère de la famille des Lycaenidae de la sous-famille des Aphnaeinae, du genre Cigaritis.

## Dénomination
Cigaritis allardi nommé par Charles Oberthür en 1909.

### Noms vernaculaires
Le Faux-cuivré  mauresque se nomme Allard's Silver-line en anglais.

### Sous-espèces
- Cigaritis allardi allardi dans l'ouest de l'Algérie.
- Cigaritis allardi estherae Brévignon, 1985 dans l'ouest du Maroc (Anti-Atlas) dans la région d'Agadir.
- Cigaritis allardi meridionalis Riley, 1925 dans l'ouest de l'Algérie (Djebel Mekner) et au Maroc dans le Haut-Atlas.
- Cigaritis allardi occidentalis Le Cerf, 1923 au Maroc[1],[2].

## Description
Le Faux-cuivré  mauresque est un petit papillon qui possède deux queues bien constituées à chaque aile postérieure et présente un dessus orange vif orné de points marron en plusieurs lignes dont une marginale et une submarginale.
Le verso présente des dessins orange bordés de marron sur un fond mi blanc mi orange aux antérieures et blanc aux postérieures.

## Biologie
La chenille est soignée par des fourmis Crematogaster auberti, Crematogaster antaris et Crematogaster scutellaris.

### Période de vol et hivernation
Il vole en une générations entre mars et juin.

### Plantes hôtes
Ses plantes hôtes sont Genista quadriflora, Cistus salvifolius, Helianthemum hirtum ruficomum et Fumana thymifolia,.

## Écologie et distribution
Il est présent dans l'ouest de l'Algérie et dans l'ouest do l'Anti-Atlas et du Moyen-Atlas au Maroc.

### Biotope
Il réside sur les pentes herbues.

### Protection
Pas de statut de protection particulier.